# Virslīga 2002
In 2002 werd het 28ste voetbalseizoen gespeeld van de Letse Virslīga. De competitie werd gespeeld van 7 april tot 9 november, Skonto werd kampioen. 

## Eindstand
| Plaats | Club               | Wed. | W  | G | V  | Saldo | Ptn. |
| ------ | ------------------ | ---- | -- | - | -- | ----- | ---- |
| 1.     | Skonto Riga        | 28   | 23 | 4 | 1  | 95-19 | 73   |
| 2.     | FK Ventspils       | 28   | 22 | 5 | 1  | 77-20 | 71   |
| 3.     | Liepājas Metalurgs | 28   | 15 | 6 | 7  | 56-31 | 51   |
| 4.     | Dinaburg FC        | 28   | 12 | 4 | 12 | 37-35 | 40   |
| 5.     | Valmieras FK       | 28   | 6  | 6 | 16 | 26-54 | 24   |
| 6.     | PFK Daugava Riga   | 28   | 6  | 5 | 17 | 29-60 | 23   |
| 7.     | FK Riga            | 28   | 6  | 2 | 20 | 24-75 | 20   |
| 8.     | FK Auda            | 28   | 5  | 2 | 21 | 23-73 | 17   |

|  | Kampioen, geplaatst voor eerste voorronde UEFA Champions League 2003/04 |
|  | Geplaatst voor voorronde UEFA Cup 2003/04                               |
|  | Geplaatst voor eerste ronde Intertoto Cup 2003                          |
|  | Club werd na dit seizoen ontbonden                                      |

## Kampioen
| Virslīga 2002               |
| Letland                     |
| --------------------------- |
| SKONTO Kampioen (11° titel) |